# 勃欧民族解放军
勃欧民族解放军（缩写PNLA），另译巴奥民族解放军、巴欧民族解放军、帕欧民族解放军等，是活动于缅甸的一支由勃欧人组成的少数民族地方武装。该武装系勃欧民族解放组织的武装翼。勃欧民族解放军以及其他较小的军事团体活动在勃欧自治区，其活动范围包括掸邦东部的三个镇区：和榜镇区、昔胜镇区和宾朗镇区。而另一个组织勃欧民族组织负责治理勃欧自治区。
2012年8月25日，勃欧民族解放军与缅甸政府签署了“五点邦级协议”和“八点联邦级协议”。

## 歷史
1949年，克伦自卫队占领东枝后，勃欧族领导人拉佩组建了勃欧民族解放组织，12月11日拉佩率领约1000人参加了反对缅甸政府的武装斗争，拉佩此后遭奈温军政府以何谈的名义逮捕并关押7年。1950年7月，勃欧族军事负责人波羌匆向缅甸政府投诚，成立了勃欧民族联盟（Union Pa-o National League）。由于受到掸族土司打压，1951年波羌匆又率部转入地下。1958年5月8日，波羌匆和拉佩率1200馀人在东枝再次向缅甸政府投降，成立了勃欧民族解放党。其馀部波桑顶等人仍率部继续在山区斗争。1964年7月，缅甸政府以波羌匆勾结缅甸共产党为由，将其逮捕，导致多支勃欧民族武装又转入地下开展斗争。其中波桑顶与德格列通过联合，在东枝以南地区逐渐有了较大影响。1965年，波桑顶联合前勃欧族领导人成立了勃欧解放组织，拥有武装力量1000馀人，编为2个营。该部初期与缅共较好，接受缅共训练，并与缅共协同作战。
1966年，重获自由的波羌匆发起成立了掸邦各民族解放组织，并发动武装起义。想要以武力逼迫缅甸政府释放战时内阁部长拉佩和其他在1962至1964年间被政府拘捕的勃欧族领导人，但遭到奈温的拒绝。1967年由于波桑顶反对与缅共进一步联合，导致勃欧解放组织分裂，倾向于与缅共联合的德格列离职返乡。1968年2月，掸邦各民族解放组织联合勃当族、克耶族和掸族，打出了掸邦解放军的旗号。同年，掸邦各民族解放组织和缅共在茵莱湖地区爆发了一次冲突。10月，波桑顶企图合并莫亨的掸邦联合革命军，被莫亨打死。此后，缅共干部拉貌和民族民主团结阵线的桑挺继任领导人，德格列担任副主席，克伦人达卡雷担任参谋长。20世纪60年代末70年代初，掸邦各民族解放组织对缅甸政府控制的城镇和驻扎在山区的缅军发动了一系列的攻势，夺取了政府军的大量武器弹药。同时他们也与这一地区的其他少数民族武装特别是掸邦军建立了良好的关系。
1970年勃欧族反政府武装对部队进行重组，新成立了掸邦各民族人民解放军。同年开始与缅共合作，并逐渐被至于缅共的支配之下。1970年3月25日，该组织与新克洋邦党、克伦尼民族进步党建立了联合阵线。由于受到政府军的攻击，勃欧族武装被迫分成小股活动，到1972年3月，勃欧族武装力量减少到365人。20世纪70年代初，该武装深受缅共和克伦民族联合党（KNUP）影响，克伦民族联合党甚至派出波桑林出任该组织顾问。1972年被缅甸政府监禁的勃欧族领导人拉佩等被解除监禁后于同年7月成功逃回到了掸邦各民族解放组织的辖区。作为老资格的勃欧民族武装领袖，拉佩与掸邦各民族解放组织中的缅共顾问和克伦人达卡雷意见不合，意图重新回到勃欧单一民族武装的道路，由此导致组织内部分裂。拉佩逃回前一个月即1972年6月当选的掸邦各民族解放组织主席达卡雷也发表声明不同意掸邦各民族解放组织回到50年代时的狭隘民族主义运动老路上去。
1973年11月，达卡雷的支持者和前领导人拉佩的支持者发生内讧，拉佩、觉盛等人22人被迫出逃，其三名支持者被杀。随后由于在是否与缅共联合的问题上出现了分歧，同年11月16日，该武装中反对接受缅共指导的一派在拉佩和昂坎梯的领导下自立。拉佩带着一小股力量，打着掸邦各民族解放阵线(SNLF)的新旗号返回到迈空山区。拉佩的继任者昂坎梯继续向北进发，进入近东地区与掸邦各民族解放组织进行小规模的战斗，同时在沿途招募村民入伍。随后，掸邦各民族解放组织分裂为两派：即红色掸邦民族解放组织和白色掸邦民族解放组织。1974年3月，达卡雷的支持者与掸邦进步党签订了军事协议，掸邦进步党当时正与缅共进行军事合作，7月，与缅共进行了正式会谈。达卡雷尚属于谨慎地与缅共合作者，而亲共的德格列于1974年8月宣布成立掸邦各民族人民解放组织（SSNPLO），武装定名为掸邦人民解放军（SPLA），这就是上述俗称红色掸邦民族解放组织的正式称号。而右翼吴奈密、吴觉盛领导的一部分习惯上称为白色掸邦民族解放组织。红色掸邦民族解放组织方面，1976年4月，缅共与之协商，由德格列率领约200人赴缅共总部邦桑接受军政训练。5月1日，掸邦各民族人民解放组织决定接受缅共领导。1977年2月，德格列率部回到加度基地区，缅共4045营随同到达，并改编为该组织的第7610营。1981年，缅共68师再次派遣3个营来到加度基地区。缅共解体后，该组织继续与缅甸政府对抗。1992年1月，德格列与掸邦联合革命军、蒙泰军及北掸邦军签订了军事联合协定。由于局势的恶化，民族武装斗争越来越艰难，其他少数民族的和解也对该组织起到了一定刺激作用。1994年10月9日，吴塔卡尔率部与缅甸政府达成和解，进入法律范围。截止21世纪初，掸邦各民族人民解放组织拥有兵力200馀人。
2009年12月7日至9日，勃欧民族会议在勃欧自治区举行，由坤奥卡上校领导的勃欧人民解放组织（PPLO）和由坤提颂准将领导的掸邦各民族人民解放组织（SSNPLO）合并成立了勃欧民族解放军（RNLA）及其政治派别勃欧民族解放组织（PNLO）。之所以选择勃欧民族解放组织(PNLO)的名称，是纪念前勃欧民族解放组织(PNLO)对“第三次革命”的开始和承诺。2011年，勃欧民族解放组织举行反封建革命62周年纪念活动，由此看来，勃欧民族解放组织将其革命渊源追溯至拉佩早年的斗争。

## 现状
2013年5月16日，勃欧民族解放组织/勃欧民族解放军第一次代表大会在莱布维尔军营举行，并于2013年5月20日闭幕。选举产生了新的中央委员会成员，任命坤敏吞为新主席。前任主席坤奥卡和坤提颂此后成为赞助人。
2015年10月15日，勃欧民族解放组织签署了《全国停火协议》。
2018年12月24日至25日，南掸邦军与勃欧民族解放军在掸邦南部勐班邦密等地区爆发军事冲突。
2024年1月22日，缅甸军政府与勃欧民族解放军在合蓬镇Sam Hpu村爆发冲突。
2024年1月24日，勃欧民族解放军、当地人民保卫军和克伦尼民族保卫军袭击了政府军控制的昔胜镇。缅军以空袭和炮击作为回应。
2024年1月26日，勃欧民族解放组织正式撤销对《全国停火协议》的参与，并承诺帮助缅甸民族团结政府以联邦制度取代军政府。该组织恳求勃欧民族组织改变立场，并承诺不会受到攻击。
2024年9月10日，勃欧民族解放军分裂，坤奥卡宣布要脱离勃欧民族解放组织，9月19日宣布加入勃欧民团与缅军并肩作战，而坤图林领导的反独裁派系决定继续斗争。